# 烏克蘭語言
烏克蘭的官方语言是烏克蘭语，是斯拉夫语言之一。直到2022年末，國内約81%的人口都在生活中使用烏克蘭語，在工作或學習稍高一些為87%。第二普遍的語言是俄语，共有約34% 的人口在日常生活中使用它。

## 日常語言
截至2022年，烏克蘭 81% 的人口在日常生活中使用烏克蘭语，而有 34% 的人口使用俄语。所以，烏克蘭的人民有不少部分是兩個都使用（大概總人口 19%）。

### 2001年烏克蘭人口普查
根據2001年烏克蘭人口普查，烏克蘭國民的母語分配如下：
| 语言                    | 使用人數   | 占總比例 |
| ----------------------- | ---------- | -------- |
| 烏克蘭语                | 32,577,468 | 67.53%   |
| 俄语                    | 14,273,670 | 29.59%   |
| 羅馬尼亞語 / 摩爾多瓦語 | 327,703    | 0.67%    |
| 克里米亞韃靼語          | 231,382    | 0.48%    |
| 匈牙利語                | 161,618    | 0.34%    |
| 保加利亚语              | 134,396    | 0.28%    |
| 白俄罗斯语              | 56,249     | 0.12%    |
| 亚美尼亚语              | 51,847     | 0.11%    |
| 加告兹語                | 23,765     | 0.05%    |
| 罗姆语                  | 22,603     | 0.05%    |
| 波兰语                  | 19,195     | 0.04%    |
| 德语                    | 4,206      | 0.01%    |
| 希腊语                  | 6,029      | 0.01%    |
| 希伯来语                | 3,307      | 0.01%    |
| 斯洛伐克语              | 2,768      | 0.01%    |
| 卡拉伊姆語              | 96         | 0.00%    |
| 其他                    | 143,163    | 0.30%    |
| 未答覆                  | 201,437    | 0.42%    |
| 全部                    | 48,240,902 | 100%     |

上表中未包括卢森尼亚语（截至2001年共有6,725名使用者）、 烏克蘭手语（2008年有54,000人）、意第绪语（2007年有11,500人）、乌鲁姆语（2000年有 95,000人，通常包含在鞑靼语中）和克雷姆恰克语（2007年有200人）。
罗姆人的代表变种有弗拉克斯语、喀尔巴阡语和巴尔干语。烏克蘭還有舊瑞典語的使用者（截至2014年，至少有10 人能流利地溝通，有一般認知可能達150人）。

### 地方語言
名为“民族語”的网站列出了烏克蘭的40種少數民族語言和方言，近乎都是源於蘇聯時期領土上的本土语言。
烏克蘭最高拉达於2012年8月通過了“國家語言政策原則方案”，在烏克蘭各州裏任何至少有10%的人口使用的語言就能夠成爲“地方語言”。雖然烏克蘭語仍然是唯一的官方語言，但地方語言能夠在很多公共設施裏使用，包括教育、地方政府、法院、官方信函等。
2014年2月，最高拉达廢除了這地方語言法，但代理總統圖奇諾夫卻拒絕簽署這決定。 2014年10月，烏克蘭憲法法院開始了審查該法律合憲性的案件，并於2018年2月28日裁定該法違憲。欧洲委员会認爲，這法律實際上無力為少數民族的語言權利提供公平保障。

### 英語能力
2023年7月的一項調查發現，近44%的受訪者表示他們不懂英語，有26.9%表示可以理解簡單的單詞與短句，19.2%表示有中等理解能力，只有7.5%表示他們能夠讀和寫英語，但都不流利，只有1.1%表示他們英语流利。

## 歷史
根據1897年俄羅斯帝國人口普查，位於現今烏克蘭領土的母語分配結果：
1897年語言分配表

### 21世紀初民調
2009年10月，一家親俄的社會學公司FOM-Ukraine調查了1,000名受訪者，結果有52%表示他們使用俄語為交流語言，41%表示他們使用烏克蘭語，8%表示他們兩者都使用。
Research & Branding Group在2010年3月的一項民調顯示，65%的母語是烏克蘭語，33%的母語是俄語。這項民調也表示，受訪者之中，俄語的認知水平（76%）比烏克蘭語的認知水平（69%）還要高。關於個人喜好，有46%比較喜歡說烏克蘭語，38%說俄語，16%說兩個都喜歡。
2009年11月的一項民調表示，54.7%認爲語言在烏克蘭無關緊要，不應該成爲論點；14.7%認爲語言問題是迫切的問題，需要儘快解決；28.3%認爲語言問題需要解決，但相對較輕微。
拉祖姆科夫中心在2011年8月的一項民調顯示，53.3%在日常生活中使用烏克蘭語，44.5%使用俄語。
Rating在2012年5月的一項民調顯示，50%的母語為烏克蘭語，29%的母語為俄語，20%認爲兩者都是母語，1%表示兩者都不是母語。
拉祖姆科夫中心在2015年12月對10,000多人進行了調查，來研究上一年的俄罗斯并吞克里米亞事件與頓巴斯戰爭，跟人民對語言的看法有沒有影響。
該調查顯示，60%認爲烏克蘭語為母語，15%認爲是俄語，22%表示兩者都是，2%表示兩者都不是。關於工作語言，37%選擇烏克蘭語，37%選擇俄語，21%使用兩者。对于首选的工作语言，同等比例的人选择烏克蘭语或俄语 (37%)，21%的人使用双语进行交流。
根據Rating在2023年8月進行的調查，近60%表示在家使用烏克蘭語，約30%表示兩者都說，只有9%使用俄語。
自2022年3月以来（上一个月的月末，俄罗斯全面入侵乌克兰），俄语在日常生活中的使用量明显减少。对于82%的受访者来说，烏克蘭语是他们的母语，对于16%的受访者来说，俄语是他们的母语。居住在国外的国内流离失所者和难民更有可能使用两种语言进行交流或说俄语。尽管如此，超过70%的国内流离失所者和难民认为烏克蘭语是他们的母语。

## 語言政策
2016年11月，一項新規定生效，為國内的廣播電臺提供播放烏克蘭語的歌曲數目的下額。同時，電臺需要確保至少 60% 的節目使用烏克蘭語。
2017年9月，烏克蘭在公共教育制定了相關的政策。該法律要求學校在不需要第二語言的情況下都是用烏克蘭語。
乌克兰政府在2019年5月通過了烏克蘭語的拼寫改革。